# 일가르 마메도프
일가르 야샤로비치 마메도프(러시아어: Ильга́р Яша́рович Маме́дов, 아제르바이잔어: İlqar Yaşar oğlu Məmmədov 일가르 야샤르 오글루 맴매도프, 1965년 11월 15일~)는 소련과 러시아의 펜싱 선수, 감독, 심판으로 현역 시절 주 종목은 플뢰레이다. 1988년 하계 올림픽과 1996년 하계 올림픽에서 단체전 금메달을 획득했고, 세계 선수권 대회에서 단체전 금메달 1개, 은메달 1개를 획득했다. 이 외에 1995, 1996, 1998, 2000년 유럽 선수권 대회에 러시아 국가대표로 참가했다.